# Stazione di Fagnano-Campana
La stazione di Fagnano-Campana è una stazione ferroviaria posta sulla ferrovia Terni-Sulmona. Serve il territorio comunale di Fagnano Alto e si trova in prossimità della sua frazione di Campana.

## Movimento
Dato lo scarso traffico di passeggeri la stazione risulta servita da due soli treni regionali giornalieri di Trenitalia, uno diretto a L'Aquila, l'altro a Sulmona.